# Missanos
Missanos is een geslacht van wantsen uit de familie van de Miridae (Blindwantsen). Het geslacht werd voor het eerst wetenschappelijk beschreven door Menard & Schuh in 2011.

## Soorten
Het genus is monotypisch en bevat alleen de volgende soort:

- Missanos gulafuscos Menard & Schuh, 2011